# Gran Premio motociclistico d'Argentina 1995
Il Gran Premio motociclistico d'Argentina 1995, corso il 24 settembre, è stato il dodicesimo Gran Premio della stagione 1995 del motomondiale ed ha visto vincere Mick Doohan nella classe 500, Max Biaggi nella classe 250 e Emilio Alzamora nella classe 125.
Doohan diventa matematicamente campione del mondo della classe 500; per lui è il secondo titolo consecutivo.

## Classe 500

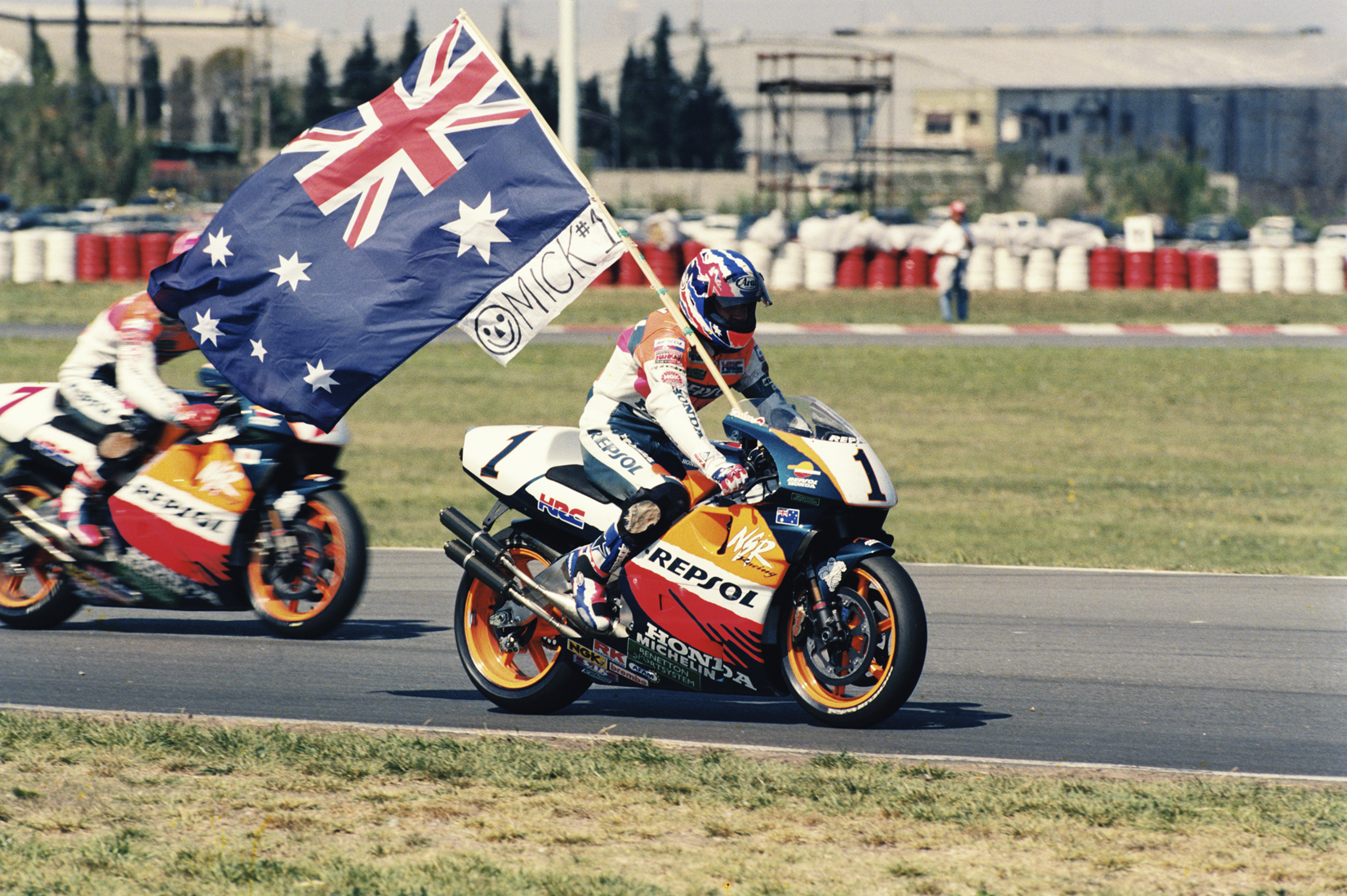
Doohan festeggia dopo aver vinto la gara ed il suo secondo titolo consecutivo nel campionato del mondo della classe 500

### Arrivati al traguardo
| Pos. | Nº | Pilota               | Squadra                  | Motocicletta  | Giri | Tempo     | Griglia | Punti |
| ---- | -- | -------------------- | ------------------------ | ------------- | ---- | --------- | ------- | ----- |
| 1    | 1  | Mick Doohan          | Repsol Honda             | Honda         | 27   | 47:30.236 | 2       | 25    |
| 2    | 4  | Daryl Beattie        | Lucky Strike Suzuki      | Suzuki        | 27   | +2.293    | 3       | 20    |
| 3    | 2  | Luca Cadalora        | Marlboro Team Roberts    | Yamaha        | 27   | +9.034    | 1       | 16    |
| 4    | 6  | Àlex Crivillé        | Repsol Honda             | Honda         | 27   | +10.675   | 5       | 13    |
| 5    | 65 | Loris Capirossi      | Marlboro Team Pileri     | Honda         | 27   | +21.588   | 7       | 11    |
| 6    | 17 | Norifumi Abe         | Marlboro Team Roberts    | Yamaha        | 27   | +22.006   | 10      | 10    |
| 7    | 12 | Carlos Checa         | Fortuna-Honda-Pons       | Honda         | 27   | +30.488   | 11      | 9     |
| 8    | 9  | Alex Barros          | Barros-Kanemoto-Honda    | Honda         | 27   | +38.080   | 9       | 8     |
| 9    | 7  | Shin'ichi Itō        | Repsol Honda             | Honda         | 27   | +38.196   | 6       | 7     |
| 10   | 25 | Neil Hodgson         | World Champ. Motorsports | Yamaha        | 27   | +50.555   | 4       | 6     |
| 11   | 19 | Juan Borja           | Roc N.R.J.               | ROC Yamaha    | 27   | +51.177   | 13      | 5     |
| 12   | 11 | Bernard Garcia       | Roc N.R.J.               | ROC Yamaha    | 27   | +1:15.890 | 22      | 4     |
| 13   | 69 | James Haydon         | Harris Grand Prix        | Harris Yamaha | 27   | +1:18.132 | 18      | 3     |
| 14   | 8  | Sean Emmett          | Harris Grand Prix        | Harris Yamaha | 27   | +1:18.340 | 17      | 2     |
| 15   | 14 | Adrian Bosshard      | Thommen Elf Racing       | ROC Yamaha    | 27   | +1:21.413 | 16      | 1     |
| 16   | 18 | Laurent Naveau       | Team Roc                 | ROC Yamaha    | 27   | +1:26.404 | 25      |       |
| 17   | 44 | Marc Garcia          | DR Team Shark            | ROC Yamaha    | 27   | +1:31.564 | 19      |       |
| 18   | 23 | Eugene McManus       | Padgetts Racing          | Harris Yamaha | 26   | +1 giro   | 27      |       |
| 19   | 22 | Lucio Pedercini      | Team Pedercini           | ROC Yamaha    | 26   | +1 giro   | 20      |       |
| 20   | 20 | Cristiano Migliorati | Harris Grand Prix        | Harris Yamaha | 26   | +1 giro   | 21      |       |
| 21   | 39 | Lee Pullan           | Padgetts Racing          | Harris Yamaha | 26   | +1 giro   | 24      |       |

### Ritirati
| Nº | Pilota              | Squadra             | Motocicletta  | Giri | Griglia |
| -- | ------------------- | ------------------- | ------------- | ---- | ------- |
| 10 | Jeremy McWilliams   | Team Millar         | Yamaha        | 22   | 15      |
| 70 | Marco Papa          | Team Marco Papa     | ROC Yamaha    | 7    | 29      |
| 13 | Loris Reggiani      | Aprilia Racing      | Aprilia       | 6    | 8       |
| 51 | Jean Pierre Jeandat | Jpj Paton           | Paton         | 6    | 23      |
| 21 | Bernard Haenggeli   | Haenggeli Racing    | ROC Yamaha    | 2    | 28      |
| 24 | Scott Gray          | Starsport           | Harris Yamaha | 0    | 30      |
| 45 | Scott Russell       | Lucky Strike Suzuki | Suzuki        | 0    | 12      |
| 40 | José Kuhn           | M.T.D.              | ROC Yamaha    | 0    | 26      |
| 37 | Frédéric Protat     | FP Racing           | ROC Yamaha    | 0    | 14      |

## Classe 250

### Arrivati al traguardo
| Pos. | Nº | Pilota                   | Squadra              | Motocicletta | Giri | Tempo     | Griglia | Punti |
| ---- | -- | ------------------------ | -------------------- | ------------ | ---- | --------- | ------- | ----- |
| 1    | 1  | Max Biaggi               | Chesterfield Aprilia | Aprilia      | 25   | 44:48.738 | 5       | 25    |
| 2    | 7  | Tetsuya Harada           | Marlboro Team Rainey | Yamaha       | 25   | +0.204    | 3       | 20    |
| 3    | 4  | Doriano Romboni          | Honda Team Agostini  | Honda        | 25   | +7.083    | 10      | 16    |
| 4    | 19 | Olivier Jacque           | Elf-Honda-Tech 3     | Honda        | 25   | +7.680    | 4       | 13    |
| 5    | 6  | Jean-Philippe Ruggia     | Elf-Honda-Tech 3     | Honda        | 25   | +7.866    | 2       | 11    |
| 6    | 28 | Ralf Waldmann            | HB Honda Germany     | Honda        | 25   | +10.154   | 8       | 10    |
| 7    | 2  | Tadayuki Okada           | Team HRC             | Honda        | 25   | +29.242   | 6       | 9     |
| 8    | 29 | Jürgen Fuchs             | HB Honda Germany     | Honda        | 25   | +31.209   | 14      | 8     |
| 9    | 17 | Jurgen van den Goorbergh | Maxell Team Global   | Honda        | 25   | +34.993   | 16      | 7     |
| 10   | 18 | Roberto Locatelli        | Aprilia Racing       | Aprilia      | 25   | +38.503   | 15      | 6     |
| 11   | 5  | Niall Mackenzie          | Docshop Racing       | Aprilia      | 25   | +43.936   | 18      | 5     |
| 12   | 9  | Luis d'Antín             | MX Onda-S.S.P. Comp. | Honda        | 25   | +56.044   | 17      | 4     |
| 13   | 93 | Sebastián Porto          |                      | Aprilia      | 25   | +56.428   | 19      | 3     |
| 14   | 55 | Régis Laconi             | Equipe De France GP  | Honda        | 25   | +1:04.488 | 20      | 2     |
| 15   | 3  | Takeshi Tsujimura        | Fcc Technical Sports | Honda        | 25   | +1:17.972 | 22      | 1     |
| 16   | 26 | Davide Bulega            | Givi Racing          | Honda        | 25   | +1:26.384 | 27      |       |
| 17   | 37 | José Barresi             | Maxell Team Global   | Honda        | 25   | +1:27.192 | 26      |       |
| 18   | 23 | Luis Maurel              | Maurel Competicion   | Honda        | 25   | +1:28.434 | 23      |       |
| 19   | 21 | Gregorio Lavilla         | MX Onda-S.S.P. Comp. | Honda        | 25   | +1:44.665 | 24      |       |
| 20   | 32 | Pere Riba                | Bjc Racing           | Aprilia      | 25   | +1:47.132 | 28      |       |

### Ritirati
| Nº | Pilota                    | Squadra              | Motocicletta | Giri | Griglia |
| -- | ------------------------- | -------------------- | ------------ | ---- | ------- |
| 14 | Rubén Xaus                | Fortuna-Honda-Pons   | Honda        | 20   | 29      |
| 16 | Patrick van den Goorbergh | Docshop Racing       | Aprilia      | 19   | 12      |
| 22 | Adolf Stadler             | Veitinger            | Aprilia      | 17   | 25      |
| 25 | Kenny Roberts Jr          | Marlboro Team Rainey | Yamaha       | 12   | 7       |
| 24 | Bernd Kassner             | Team Munich          | Aprilia      | 12   | 32      |
| 30 | José Luis Cardoso         | PR2 Aprilia          | Aprilia      | 10   | 13      |
| 92 | Federico Gartner          |                      | Honda        | 7    | 30      |
| 10 | Nobuatsu Aoki             | Blumex Rheos Racing  | Honda        | 6    | 9       |
| 51 | Massimiliano d'Agnano     | Edo Racing           | Aprilia      | 5    | 31      |
| 90 | Marcos Cativa Tolosa      |                      | Yamaha       | 5    | 33      |
| 31 | Miguel Angel Castilla     | Troll 10x10 Repsol   | Honda        | 3    | 21      |
| 91 | Roberto van Keulen        |                      | Yamaha       | 3    | 34      |
| 8  | Jean-Michel Bayle         | Chesterfield Aprilia | Aprilia      | 3    | 1       |

### Non partito
| Nº | Pilota      | Squadra       | Motocicletta | Griglia |
| -- | ----------- | ------------- | ------------ | ------- |
| 13 | Eskil Suter | Mohag Aprilia | Aprilia      | 11      |

## Classe 125

### Arrivati al traguardo
| Pos. | Nº | Pilota            | Squadra                | Motocicletta | Giri | Tempo     | Griglia | Punti |
| ---- | -- | ----------------- | ---------------------- | ------------ | ---- | --------- | ------- | ----- |
| 1    | 26 | Emilio Alzamora   | Scot-San Patrignano    | Honda        | 23   | 43:03.230 | 1       | 25    |
| 2    | 8  | Masaki Tokudome   | Ditter Plastic         | Aprilia      | 23   | +12.520   | 2       | 20    |
| 3    | 4  | Dirk Raudies      | HB Team Raudies        | Honda        | 23   | +12.714   | 12      | 16    |
| 4    | 14 | Akira Saito       | Docshop Racing         | Honda        | 23   | +12.967   | 10      | 13    |
| 5    | 18 | Oliver Koch       | Ditter Plastic         | Aprilia      | 23   | +13.516   | 6       | 11    |
| 6    | 10 | Herri Torrontegui | Pit Lane Racing        | Honda        | 23   | +13.612   | 9       | 10    |
| 7    | 5  | Peter Öttl        | Marlboro-Aprilia-Eckl  | Aprilia      | 23   | +16.526   | 17      | 9     |
| 8    | 6  | Jorge Martínez    | Aspar Cepsa            | Yamaha       | 23   | +18.280   | 5       | 8     |
| 9    | 20 | Tomomi Manako     | Fcc Technical Sports   | Honda        | 23   | +18.594   | 14      | 7     |
| 10   | 9  | Hideyuki Nakajō   | Jha Racing             | Honda        | 23   | +19.241   | 3       | 6     |
| 11   | 28 | Takehiro Yamamoto | Moto Bum Team Harc Pro | Honda        | 23   | +19.514   | 18      | 5     |
| 12   | 19 | Yoshiaki Katō     | Aspar Cepsa            | Yamaha       | 23   | +20.298   | 15      | 4     |
| 13   | 2  | Noboru Ueda       | Givi Racing            | Honda        | 23   | +31.804   | 16      | 3     |
| 14   | 12 | Haruchika Aoki    | Blumex Rheos Racing    | Honda        | 23   | +36.006   | 4       | 2     |
| 15   | 29 | Yoshiyuki Sugai   | Racing Supply          | Honda        | 23   | +39.017   | 26      | 1     |
| 16   | 23 | Manfred Geissler  | Marlboro-Aprilia-Eckl  | Aprilia      | 23   | +42.130   | 24      |       |
| 17   | 11 | Stefan Prein      | Energizer Elf/Prein    | Honda        | 23   | +50.016   | 19      |       |
| 18   | 24 | Gabriele Debbia   | Debbia Team Semprucci  | Yamaha       | 22   | +1 giro   | 31      |       |
| 19   | 41 | Markus Ober       | LB Racing              | Honda        | 22   | +1 giro   | 28      |       |
| 20   | 90 | Damian Pereyra    |                        | Yamaha       | 22   | +1 giro   | 32      |       |
| 21   | 91 | Pablo Zeballos    |                        | Yamaha       | 22   | +1 giro   | 33      |       |
| 22   | 92 | Gaston Ruaben     |                        | Yamaha       | 22   | +1 giro   | 34      |       |
| 23   | 32 | Hiroyuki Kikuchi  | Elf Team Kepla         | Honda        | 22   | +1 giro   | 27      |       |

### Ritirati
| Nº | Pilota             | Squadra               | Motocicletta | Giri | Griglia |
| -- | ------------------ | --------------------- | ------------ | ---- | ------- |
| 21 | Tomoko Igata       | Fcc Technical Sports  | Honda        | 15   | 22      |
| 63 | Josep Sarda        | Europa Zwafink        | Honda        | 15   | 23      |
| 1  | Kazuto Sakata      | Krona-Aprilia         | Aprilia      | 11   | 7       |
| 17 | Gianluigi Scalvini | Ipa Aprilia           | Aprilia      | 10   | 8       |
| 38 | Luigi Ancona       | Scot-San Patrignano   | Honda        | 9    | 21      |
| 93 | Nestor Amoroso     |                       | Aprilia      | 8    | 30      |
| 7  | Stefano Perugini   | Ipa Aprilia           | Aprilia      | 7    | 11      |
| 22 | Andrea Ballerini   | Krona-Aprilia         | Aprilia      | 7    | 29      |
| 37 | Ken Miyasaka       | Jha Racing            | Honda        | 5    | 25      |
| 40 | Massimo d'Agnano   | Scuderia Alfa Ducados | Aprilia      | 0    | 20      |

### Non partito
| Nº | Pilota        | Squadra      | Motocicletta | Griglia |
| -- | ------------- | ------------ | ------------ | ------- |
| 44 | Darren Barton | Scott-Attac! | Yamaha       | 13      |